# Độ từ thẩm

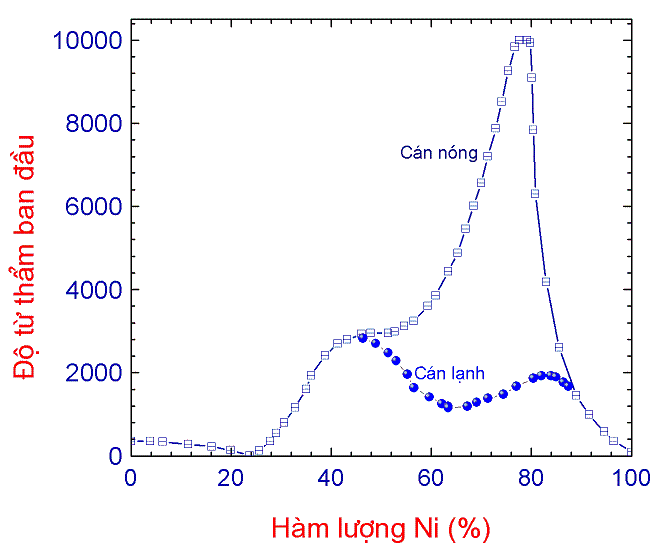
Sự thay đổi của độ từ thẩm ban đầu của permalloy theo hàm lượng Ni 1) Chế tạo bằng phương pháp cán lạnh, 2) Chế tạo bằng cán nóng

Độ từ thẩm hay hằng số từ môi (tiếng Anh: Magnetic permeability, thường được ký hiệu là μ) là một đại lượng vật lý đặc trưng cho tính thấm của từ trường vào một vật liệu, hay nói lên khả năng phản ứng của vật liệu dưới tác dụng của từ trường ngoài. Khái niệm từ thẩm thường mang tính chất kỹ thuật của vật liệu, nói lên quan hệ giữa cảm ứng từ (đại lượng sản sinh ngoại) và từ trường ngoài. Độ từ thẩm thực chất chỉ đáng kể ở các vật liệu có trật tự từ (sắt từ và feri từ).

## Mối quan hệ giữa từ thẩm và độ cảm từ
Cảm ứng từ, B quan hệ với từ độ và cường độ từ trường theo biểu thức:
{\displaystyle B=\mu _{0}(H+M)}
với {\displaystyle \mu _{0}} là hằng số từ, hay được gọi là độ từ thẩm của chân không, có độ lớn 
Như vậy:
Như vậy, đại lượng độ từ thẩm và độ cảm từ quan hệ với nhau qua biểu thức:
Độ từ thẩm có cùng ý nghĩa với độ cảm từ, đều nói lên khả năng phản ứng của các vật liệu dưới tác dụng của từ trường ngoài.
Trong kỹ thuật, người ta thường quan tâm đến giá trị độ từ thẩm tương đối được định nghĩa bởi:
Khi nói độ từ thẩm thì người ta thường ngầm hiểu là độ từ thẩm tương đối, và đại lượng này là đại lượng không có thứ nguyên.

## Các khái niệm về độ từ thẩm ở các vật liệu có trật tự từ
Trên thực tế, giá trị độ từ thẩm chỉ đáng kể ở các vật liệu có trật tự từ. Từ trên đường cong từ hóa của vật liệu, người ta có quan tâm đến một số độ từ thẩm khác nhau:

### Độ từ thẩm ban đầu
Được định nghĩa là độ từ thẩm của vật liệu dưới từ trường ngoài bằng không, hay thông qua biểu thức:
Trên thực tế, không thể xác định giá trị độ từ thẩm ban đầu khi từ trường ngoài chính xác bằng 0 nên người ta xác định bằng cách đặt từ trường từ hóa rất nhỏ trong lõi dẫn từ được chế tạo thành dạng mạch từ kín (để khử hiệu ứng trường khử từ dẫn đến việc dễ từ hóa) và nếu phải đo trong từ trường xoay chiều thì đo trong tần số rất nhỏ (gọi là phép đo chuẩn tĩnh). Giá trị độ từ thẩm ban đầu rất có ý nghĩa trong việc sử dụng các vật liệu sắt từ mềm vì vật liệu từ mềm rất dễ bão hòa và cần sử dụng trong từ trường nhỏ.
Trong các vật liệu từ mềm có kích thước hạt lớn (vượt kích thước vách đômen), độ từ thẩm ban đầu tỉ lệ thuận với kích thước hạt theo công thức:
Còn ở các vật liệu có kích thước hạt mịn, độ từ thẩm ban đầu tỉ lệ nghịch với lũy thừa bậc 6 của kích thước hạt:
Với: {\displaystyle p_{\mu }} là hệ số tỉ lệ, {\displaystyle M_{s}} là từ độ bão hòa, {\displaystyle A,K_{1}} lần lượt là hằng số trao đổi và dị hướng từ tinh thể bậc 1.

### Độ từ thẩm cực đại
Là giá trị cực đại của độ từ thẩm trong toàn dải từ trường từ hóa. Trên thực tế, nếu từ trường ngoài vượt ngưỡng (đủ để quá trình từ hóa vượt qua quá trình từ hóa ban đầu (xảy ra bước nhảy Barkhausen) thì giá trị độ từ thẩm sẽ đạt cực đại, sau đó sẽ giảm dần khi vật liệu tiến tới trạng thái bão hòa từ.

### Độ từ thẩm hiệu dụng
== Độ từ thẩm của không khí